# Anse-à-Foleur (kommun)
Anse-à-Foleur är en kommun i Haiti.   Den ligger i departementet Nord-Ouest, i den norra delen av landet, 150 km norr om huvudstaden Port-au-Prince.